# Nueve de Julio Glacier
Nueve de Julio Glacier är en glaciär i Antarktis. Den ligger i Västantarktis. Argentina, Chile och Storbritannien gör anspråk på området. Nueve de Julio Glacier ligger 338 meter över havet.
Terrängen runt Nueve de Julio Glacier är varierad. Havet är nära Nueve de Julio Glacier västerut. Trakten är obefolkad. Det finns inga samhällen i närheten.